# Josep Antoni Fluixà Vivas
Josep Antoni Fluixà Vivas (Alzira, 23 d'abril de 1959) és mestre i escriptor. El 1987 va publicar el seu primer llibre de poemes titulat Nàufrags sens illa. A aquest títol li seguiren també els llibres poètics L'estel fugaç, Elegia i cant d'Alcúnia i Matèria corporal. Però Fluixà és conegut, principalment, com a autor d'obres de narrativa infantil. En aquest gènere ha publicat, entre altres els títols següents: Gratacelònia, Viatge al país dels cocòlits, Pere i el ratolí Pirulí, El poble de Llepamelós, El pirata naufragat, El misteri de la cripta ibèrica i La reina Ataülfa.
També ha fet llibres de text i ha escrit articles i assajos de crítica literària, així com textos de caràcter didàctic i pedagògic, com ara el llibre Jocs i estratègies d'animació a la lectura. Ha sigut assessor del Cefire d'Alzira i de la Direcció General del Llibre, Arxius i Biblioteques de la Generalitat Valenciana. A més d'assessor d'Edicions Bromera, i de la Fundació Bromera per al Foment de la Lectura.
En l'actualitat, treballa de mestre al CEIP Alborxí, centre en el qual desenvolupa projectes i activitats d'animació lectora. A més, s'ha dedicat durant molts anys, i es dedica encara a la formació del professorat i de les famílies en tècniques i estratègies de foment de la lectura, impartint i organitzant conferències i cursos. Col·labora habitualment en diferents revistes literàries com L'Illa. Revista de lletres, Caràcters, Aiguadolç i CLIJ. Cuadernos de literatura infantil y juvenil.

## Obres[9]

### Poesia
- Nàufrags sens illa. Edicions Bromera. Col·l. «Bromera Poesia». Alzira, 1987.
- L'estel fugaç. Edicions Bromera. Col·l. «Bromera Poesia». Alzira, 1999.
- Elegia i cant d'Alcúnia i altres poemes de joventut. Edicions Bromera. Alzira, 2009.
- Matèria corporal. Edicions Bromera. Col·l. «Bromera Poesia». Alzira, 2014.

### Narrativa
- La dama blanca. Fundació Bromera per al Foment de la Lectura. Col·l. «Llegir en valencià, paisatges de llegenda». Alzira, 2014.

### Narrativa infantil
- Gratacelònia. Edicions Bromera. Col·l. «El Micalet Galàctic». Alzira, 1990.
- Viatge al país dels cocòlits. Edicions Bromera. Col·l. «El Micalet Galàctic». Alzira, 1992.
- Pere i el ratolí Pirulí. Nau Llibres. Col·l. «L'Abellot Blau». València, 1994. Reeditada per Edicions Brosquil. Col·l. «Saltamartí». València, 2004.
- El poble de Llepamelós. Edicions del Bullent. Col·l. «Estrella de Mar». Picanya, 1995.
- El pirata naufragat. Editors Associats. Edicions Bromera i Tàndem Edicions. Col·l. «La Mar». Alzira/València, 1998.
- El misteri de la cripta ibèrica. Abril Edicions. Col·l. «A Colp de Pedal». Alaquàs, 2000.
- La reina Ataülfa. Edicions Bromera. Col·l. «El Micalet Galàctic». Alzira, 2001.
- El cap màgic. Edicions Bromera. Col·l. «Lletra Màgica». Alzira, 2004.
- La narradora del desert. Edicions Bromera. Col·l. «Maleta Màgica». Alzira, 2005.
- Dril, el cocodril. Reclam Editorial. Col·l. «Contes de Cotó en Pèl». Alzira, 2014.
- La pluja. Reclam Editorial. Col·l. «Contes de Cotó en Pèl». Alzira, 2014.
- Peter Pan i la desaparició del foc. Edicions Bromera. Col·l. «El Micalet Galàctic». Alzira, 2018.
- La sacerdotessa de Mesopotàmia. Edicions Bromera. Col·l. «Àmbits». Alzira, 2022

### Teatre Infantil
- La ciutat dels gratacels. En col·laboració amb Xaro Vidal. Edicions Bromera. Col·l. «Micalet Teatre». Alzira, 2003.
- Sis ninots en busca d'una falla. Edicions Bromera. Col·l. «Micalet Teatre». Alzira, 2019.

### Versions infantils d'obres clàssiques
- Don Quixot. Miguel de Cervantes. Edicions Bromera. Col·l. «Mini Clàssics». Alzira, 2016.
- El jove rei Artús. Popular. Edicions Bromera. Col·l. «Mini Clàssics». Alzira, 2016.

### Textos didàctics
- Jocs i estratègies d'animació a la lectura. Conselleria d'Educació i Ciència de la Generalitat Valenciana. Col·l. «Materials Didàctics per a l'Ensenyament en Valencià». València, 1995.
- Pla de foment lector de centre. Una proposta model. Web Fundació Bromera, 2011.
- Llegir per a aprendre. Guia pràctica per a fomentar la lectura a l'escola. Edicions Bromera. Col·l. «Didàctiques». Alzira, 2019.

## Premis literaris
- Premi de la Crítica de l'Institut Interuniversitari de Filologia Valenciana al millor llibre infantil i juvenil per l'obra teatral La ciutat dels gratacels (2004)[10]
- Premi d'Honor de l'Associació de Bibliotecaris Valencians (2006)[11]
- Insígnia d'Or de la Ciutat d'Alzira, modalitat de Cultura (2006)